# 이치고 이치에 Sweets for my SPITZ
《이치고 이치에 Sweets for my SPITZ (一期一会 스위츠 포 마이 스피츠)》는 여러 음악가의 스피츠 헌정 음반이다. 2002년 10월 17일에 발매됐으며 마쓰토야 유미 등 거물 음악가부터 인디 음악가까지 여러 장르의 음악가들이 스피츠의 노래를 커버했다.
스피츠가 속한 음반사와 관계 없는 드리뮤직에서 발매됐는데 이것은 드리뮤직의 레이블 틴에이지 심포니(Teenage Symphony)의 컴필레이션 음반 제2탄으로 발매됐기 때문이다.

## 수록곡
| #   | 제목                  | 노래               | 재생 시간 |
| --- | --------------------- | ------------------ | --------- |
| 1.  | 〈스피카〉            | 시나 링고          |           |
| 2.  | 〈로빈슨〉            | 라신반             |           |
| 3.  | 〈카에데〉            | 마쓰토야 유미      |           |
| 4.  | 〈아오이 구루마〉     | 겐토우키           |           |
| 5.  | 〈쓰메타이 호호〉     | 나카무라 가즈요시  |           |
| 6.  | 〈소라모 토베루하즈〉 | 파파봇쿠스         |           |
| 7.  | 〈유메오이 무시〉     | 셀로판             |           |
| 8.  | 〈이나카노 세이카쓰〉 | 로스트 인 타임     |           |
| 9.  | 〈우메보시〉          | 오쿠다 다미오      |           |
| 10. | 〈네코니 나리타이〉   | 쓰지 아야노        |           |
| 11. | 〈체리〉              | 폴리식스           |           |
| 12. | 〈Y〉                 | 고잉 언더 그라운드 |           |
| 13. | 〈나쓰노 마모노〉     | 고지마 마유미      |           |